# The Predator (Album)
The Predator ist das dritte Solo-Studioalbum des US-amerikanischen Rappers Ice Cube, das im November 1992 erschien.

## Entstehung und Veröffentlichung
Die erstveröffentlichung von The Predator erfolgte am 17. November 1992 bei Priority Records. Das Album erschien in seiner Originalausführung als CD mit 16 Titeln (Katalognummer: P2-57185).
Geschrieben wurden alle Lieder vom Interpreten selbst, einige zusammen mit Koautoren. Ich Cube zeichnete zudem für Teile der Produktion verantwortlich. Weitere Produzenten sind DJ Pooh, Sir Jinx, Torcha Chamba und DJ Muggs (Cypress Hill). Das Album entstand dabei vor dem Hintergrund der Unruhen in Los Angeles 1992 und sind sehr kämpferisch gehalten. Im ganzen Land, so Ice Cube, würden weiße Polizisten „systematisch und brutal“ Jagd auf Schwarze machen, mit dem Ziel diese zu „killen“, wovon es natürlich keine Videoaufnahmen gebe. „Diese Taten der Polizei haben mir eine Menge Material für dieses Album geliefert.“

## Inhalt und Stil
Musikalisch handelt es sich bei dem Album um klassischen Westcoast-Hip-Hop mit Elementen des P-Funk und des Souls. Für Abwechslung sorgt das mit Reggae-Klängen unterlegte Check Yo Self mit Gastrapper Das EFX. Ferner lockern eingestreute, von „kräftigen Hörnern“ oder tiefen Bässen getragene melodische Passagen die „wortgewaltigen Rapkanonaden“ auf. An anderer Stelle übernehmen dies „Funk-orientierte Grooves mit Samples von Parliament, Ohio Players und den Isley Brothers“. Ice Cube minimierte den Humor auf ein Minimum und schrieb damit ein überwiegend wütendes, anklagendes Album. Die Texte sind bewusst kämpferisch und wütend gehalten. Sie greifen das sogenannte „weiße Amerika“ an und enthalten explizite Schilderungen von Gewalt. Als Reaktion auf die Unruhen in LA sind es insbesondere Polizisten, die als Angriffspunkt für den Rapper dienen. Insbesondere in Say Hi to the Bad Guy wird ein Szenario beschrieben, das von einer Polizeibelästigung zum Polizistenmord führt. Neben den politischen Anklängen handeln die Texte aber auch vom selbstgewählten Gangsta-Image von Ice Cube. Im Titellied attackiert Ice Cube das Branchenmagazin Billboard, das in einem Editorial zwei der Lieder auf Death Certificate als ausländerfeindlich und antisemitisch angeprangert hatte.
Ice Cube selbst gab an, dass es ihm um die Benennung von Missständen gegangen sei, er aber nicht mehr ganz so knallhart und direkt wie auf den Vorgängeralben getextet habe, damit zu sehen sei, wie relaxt er auch sein könne, schließlich sei er nicht „24 Stunden am Tag stinkig, sauer oder zornig“, sondern eben nachdenklich. Einen „Wandel in seiner Person, Musik und in seinen Texten“ konstatierte auch das Breakbeat Magazin. Er habe seinen Sichtweisen und daraus resultierender Wut nicht mehr „kopflos und respektlos freien Lauf gelassen“, habe „seinen Zorn in positive Vibes um[gewandelt]“, stoße mit dezidierter Kritik nicht mehr anderen vor den Kopf und avanciere somit zum „schwarzen Bob Dylan“. Auch der Musikexpress schrieb von einer verwandelten Person, die sich mehr auf „Zustandsbeschreibungen“ als auf „Haßparolen“ verlegt habe.

## Titelliste
| #  | Titel                             | Gastmusiker | Produzenten                | Länge |
| -- | --------------------------------- | ----------- | -------------------------- | ----- |
| 1  | The First Day of School (Intro)   |             | Ice Cube                   | 1:20  |
| 2  | When Will They Shoot?             |             | DJ Pooh, Bob Cat, Ice Cube | 4:36  |
| 3  | I’m Scared (Interlude)            |             |                            | 1:32  |
| 4  | Wicked                            | Don Jagwarr | Torcha Chamba, Ice Cube    | 3:55  |
| 5  | Now I Gotta Wet ’Cha              |             | DJ Muggs                   | 4:03  |
| 6  | The Predator                      |             | DJ Pooh                    | 4:03  |
| 7  | It Was a Good Day                 |             | DJ Pooh                    | 4:19  |
| 8  | We Had to Tear This Mothafucka Up |             | DJ Muggs                   | 4:32  |
| 9  | Fuck ’em (Interlude)              |             | Sir Jinx                   | 2:02  |
| 10 | Dirty Mack                        |             | Mr. Woody                  | 4:34  |
| 11 | Don’t Trust ’em                   |             | Rashad, Ice Cube, DJ Pooh  | 4:06  |
| 12 | Gangsta’s Fairytale 2             | Lil Russ    | Pocketts, Ice Cube         | 3:19  |
| 13 | Check Yo Self                     | Das EFX     | DJ Muggs, Ice Cube         | 3:42  |
| 14 | Who Got the Camera?               |             | Sir Jinx                   | 4:37  |
| 15 | Integration (Interlude)           |             | Ice Cube                   | 2:31  |
| 16 | Say Hi to the Bad Guy             |             | Sir Jinx                   | 3:19  |

## Singleauskopplungen
Alle drei Singleauskopplungen erreichten Platzierungen den Billboard Hot 100. Zum größten Charthit entwickelte sich It Was a Good Day, das Platz 15 erreichte und heute als Klassiker des Genres gilt.
Singles in den Charts

| Jahr | Titel             | Höchstplatzierung, Gesamtwochen, AuszeichnungChartplatzierungen (Jahr, Titel, , Platzierungen, Wochen, Auszeichnungen, Anmerkungen) | Höchstplatzierung, Gesamtwochen, AuszeichnungChartplatzierungen (Jahr, Titel, , Platzierungen, Wochen, Auszeichnungen, Anmerkungen) | Anmerkungen                                       |
| Jahr | Titel             | UK | US | Anmerkungen                                       |
| ---- | ----------------- | --- | --- | ------------------------------------------------- |
| 1992 | Wicked            | UK62 (1 Wo.)UK | US55 Gold · (10 Wo.)US | Erstveröffentlichung: 21. Oktober 1992            |
| 1993 | It Was a Good Day | UK27 Platin · (4 Wo.)UK | US15 Gold · (20 Wo.)US | Erstveröffentlichung: 23. Februar 1993            |
| 1993 | Check Yo Self     | UK36 Silber · (4 Wo.)UK | US20 Platin · (20 Wo.)US | Erstveröffentlichung: 20. Juli 1993 feat. Das EFX |

## Rezensionen
Danyel Smith meinte im Rolling Stone 1993, dass man hinter Ice Cubes Machismo, seinem Image und seiner schonungslos brutal-zynischen Schilderung des Gang-Alltags von South Central Los Angeles kaum den echten Ice Cube sehen könne. Das Album erhielt gerade mal zweieinhalb von fünf Sternen. Im The New Rolling Stone Album Guide wurde es mit einem Stern mehr bewertet, aber darauf hingewiesen, dass Ice Cubes Stern am Fallen war.
Martin Scholz nannte das Album in der Frankfurter Rundschau in seiner Konzertvorschau angesichts der Verarbeitung von aktuellen Geschehnissen „Reality Rap“, an dem man sich im Gegensatz zu anderen, bequemeren, Rap-Produktionen die Zähne ausbeiße. Der Musikexpress meinte, aus der Kombination von Bewährtem und Trendigem sei ein gelungenes Album hervorgegangen, was mit fünf von sechs möglichen Sternen honoriert wurde.
Jason Birchmeier von Allmusic bezeichnete das Album als Ice Cubes letztes wichtiges Album in den 1990ern und als keineswegs eingängig, sondern als ernstes Album, das aber einige seiner größten Hits enthielt.

## Kommerzieller Erfolg
Priority-Records-Präsident Bryan Turner machte eine Kombination von Maßnahmen und Ereignissen für den Erfolg aus: Die Basis habe der zuletzt stark angewachsene harte Kern der Cube-Anhänger gebildet. Die Vorabauskopplung Wicked habe die Neugierde auf das Album angeheizt, das dazugehörige Video sei unter prominenter Beteiligung von Red-Hot-Chili-Peppers-Mitgliedern entstanden und die Teilnahme an der Lollapalooza-Tour habe neue Fankreise erschlossen. Die rasche Abfolge von Video- und Filmveröffentlichungen mit dem Künstler als Darsteller habe ihr Übriges getan. Da habe es keine Rolle gespielt, dass die Anstößiges (also mit Parental-Advisory-Warnstickern versehene Alben) nicht anbietenden Verkaufsständer im branchenfremden Handel unbestückt hatten bleiben müssen.

„Der jetzige Erfolg ist eine Anerkennung für die Qualität und Kontinuität meiner bisherigen Arbeit. Und er zeigt, daß ich immer auf dem richtigen Weg war.“

### Chartplatzierungen
The Predator avancierte zum einzigen Nummer-eins-Album von Ice Cube in den US-amerikanischen Billboard 200.
| ChartsChartplatzierungen       | Höchstplatzierung | Wochen |
| ------------------------------ | ----------------- | ------ |
| Deutschland (GfK)              | 60 (9 Wo.)        | 9      |
| Vereinigte Staaten (Billboard) | 1 (52 Wo.)        | 52     |
| Vereinigtes Königreich (OCC)   | 73 (1 Wo.)        | 1      |

### Auszeichnungen für Musikverkäufe
| Land/Region                  | Auszeichnungen für Musikverkäufe (Land/Region, Auszeichnung, Verkäufe) | Verkäufe  |
| ---------------------------- | ---------------------------------------------------------------------- | --------- |
| Neuseeland (RMNZ)            | Gold                                                                   | 7.500     |
| Vereinigte Staaten (RIAA)    | 2× Platin                                                              | 2.000.000 |
| Vereinigtes Königreich (BPI) | Silber                                                                 | 60.000    |
| Insgesamt                    | 1× Silber · 1× Gold · 2× Platin ·                                      | 2.067.500 |